# Крапухін Станіслав Авенірович
Станіслав Авенірович Крапухін (рос. Станислав Авенирович Крапухин; нар. 28 вересня 1999, Санкт-Петербург, Росія) — російський футболіст, нападник сербського клубу «Раднички» (Белград).

## Клубна кар'єра
Вихованець ДЮСШ «Колом'яги» (до 2011 року), потім перейшов до Академії ФК «Зеніт».
На професійному рівні дебютував у складі фарм-клубу «Зеніт-2» 8 березня 2017 року у матчі першості ФНЛ проти «Нафтохіміка» (0:1). Згодом виступав за «Том», «Новосибірськ».
Влітку 2020 року повернувся до Санкт-Петербурга, проходив перегляд у «Ленінградці», а потім у «Зірці», з якою й підписав контракт. У складі червоно-чорних провів півтора-два місяці та зіграв за клуб 1 матч у Кубку Росії. Після чого повернувся до «Зеніту-2», де за підсумками осінньої частини сезону став найкращим бомбардиром групи 2 першості ПФЛ.
8 листопада 2020 року потрапив у заявку основної команди на матч із «Краснодаром». У складі «Зеніту» дебютував 21 листопада 2020 року в домашньому матчі 14 туру чемпіонату Росії проти «Ахмата», в якому вийшов на 87-й хвилині замість Олександра Єрохіна.
18 серпня 2021 року приєднався до латвійського клубу «Рига».

## Кар'єра в збірній
З березня по червень 2016 року зіграв шість матчів за юнацьку збірну Росії (U-18). У вересні 2016 року провів два матчі за юнацьку збірну Росії (U-19).

## Особисте життя
Закінчив бакалаврат на товарознавця в Санкт-Петербурзькому університеті промислових технологій та дизайну. Зараз навчається у магістратурі на рекламі та зв'язках із громадськістю.
Любить грати в дартс та стежить за турнірами. Також сам бере участь у студентських змаганнях. Улюблені дартсмени — Джеймс Вейд та Дмитро Горбунов.
Також цікавиться автоспортом, велоспортом та змаганнями айронменів.

## Статистика виступів

### Клубна
Станом на 4 червня 2021
| Клуб                        | Сезон             | Ліга               | Ліга  | Ліга | Кубок | Кубок | Конт. кубок | Конт. кубок | Інші  | Інші | Загалом | Загалом |
| Клуб                        | Сезон             | Дивізіон           | Матчі | Голи | Матчі | Голи  | Матчі       | Голи        | Матчі | Голи | Матчі   | Голи    |
| --------------------------- | ----------------- | ------------------ | ----- | ---- | ----- | ----- | ----------- | ----------- | ----- | ---- | ------- | ------- |
| «Зеніт-2» (Санкт-Петербург) | 2016–17           | ФНЛ                | 7     | 1    | –     | –     | –           | –           | 5     | 1    | 12      | 2       |
| «Зеніт-2» (Санкт-Петербург) | 2017–18           | ФНЛ                | 12    | 0    | –     | –     | –           | –           | –     | –    | 12      | 0       |
| «Том» (Томськ)              | 2018–19           | ФНЛ                | 10    | 0    | 1     | 0     | –           | –           | 1     | 0    | 12      | 0       |
| «Новосибірськ»              | 2019–20           | ПФЛ                | 11    | 0    | 1     | 0     | –           | –           | –     | –    | 12      | 0       |
| «Зірка» (Санкт-Петербург)   | 2020–21           | ПФЛ                | –     | –    | 1     | 0     | –           | –           | –     | –    | 1       | 0       |
| «Зеніт-2» (Санкт-Петербург) | 2020–21           | ПФЛ                | 27    | 17   | –     | –     | –           | –           | –     | –    | 27      | 17      |
| «Зеніт-2» (Санкт-Петербург) | Загалом           | Загалом            | 46    | 18   | 0     | 0     | 0           | 0           | 5     | 1    | 51      | 19      |
| «Зеніт» (Санкт-Петербург)   | 2020–21           | Прем'єр-ліга Росії | 3     | 0    | 1     | 0     | –           | –           | –     | –    | 4       | 0       |
| Усього за кар'єру           | Усього за кар'єру | Усього за кар'єру  | 70    | 18   | 4     | 0     | 0           | 0           | 6     | 1    | 80      | 19      |

1. ↑  Матчі в Кубку ФНЛ
2. ↑  Матчі в плей-оф за право підвищитися в класі

## Досягнення
«Зеніт»
- Прем'єр-ліга Росії
  -  Чемпіон (1): 2020/21

Особисті
- Найкращий бомбардир та найкращий гравець групи 2 Першості ПФЛ: 2020/21